# 소질
소질(素質)은 타고난 능력이나 기질을 말한다.
인간은 모두가 이 세상에 태어난 순간부터 이미 온갖 가능성, 즉 장래에 이룩할 수 있는 여러 능력의 싹을 가지고 있다고 여겨진다. 즉 인간의 정신이나 신체는 교육이 장차 형성하게 될 여러 종류의 능력이 될 수 있는 싹이나 바탕을 출생 순간에 이미 가지고 있다는 것이다.

## 로크의 백지설
로크는 인간의 몸과 마음을 백지로 비유하여 교육작용 및 환경의 영향은 말하자면 이 백지 위에 기록되고, 이로써 인간의 몸과 마음이 형성된다고 주장했던 것이다. 이 사고방식에 의하면 태어날 때 ‘무(無)’였던 인간의 심신은 교육작용이나 환경의 영향에 따라 어떠한 ‘유(有)’로든 형성된다는 것이다. 로크의 이 사고방식은 영국식의 경험론에 따른 것으로, 즉 인간의 지식·기술·기타 모든 능력은 태어난 후에 주어진 외부의 영향·경험에 의하여 형성되므로 후천적인 영향·자극이 크면 그만큼 인간의 능력은 다면적이며 풍부하게 형성된다는 것이다. 이러한 입장은 교육작용의 힘을 일면적으로 강조하는 것이며, 교육작용의 만능성과 강대한 특성을 낙천적으로 주장하는 것으로 지적된다.

## 내부와 외부
어린이의 소질 속에 외부의 자극이나 영향을 받아들일 바탕이나 가능성 없이는 아무리 뛰어난 교사, 아무리 교묘한 교육방법에 의해서도 아무런 힘도 형성되지 않는 것이며, 형성되는 어떠한 힘도 모든 선천적인 가능성·소질로서의 내부로부터의힘과, 외부로부터 후천적으로 주어지는 교육이나 환경의 작용 및 영향의 상호간의 융합·통일에 의해서만 가능하다는 것이다. 인간의 어린이에게는 다소 늦고 빠른 차이는 있다 해도 말이나 예의를 교육시키면 그것들을 익히고 또한 그것을 더욱 풍부하게 하여 세련시키려 한다. 즉, 교육작용이나 환경에 의한 인간형성은 인간에게는 외부로부터 작용하는 힘이나 그 작용을 인간 스스로가 내부에서 받아들이고 이에 반응하며 이를 통일할 수 있는 힘이 있기 때문에 가능하다고 여겨진다.

## 소질과 환경
인간에게 부여되어 있는 선천적인 힘·경향성·본능·충동 등은 고정되었거나 완성된 것이 아니고 항상 유동적이며 꾸준히 생성되고 완전화를 목표로 역동적으로 계속 변형하는 것이다.
소크라테스의 조산작용(助産作用)과 같이 교육은 어린이의 내부에 잠재하는 기존의 힘을 끌어 내는 것이라는 주장이 교육작용을 설명하는 가장 훌륭하고 유일한 것인 줄로 여겨지기도 하지만, 이러한 주장이나 사고방식은 로크의 백지설과는 반대로 교육받는 측의 내면의 힘, 즉 피교육자 개개인의 개인적·주관적인 힘을 과신하고 과장한다. 교육작용을 어린이의 내부에 있는 것을 끌어내는 것이라고 하는 주장은 어린이의 내부의 소질과 가능성이 아무런 지도나 원조·정정(訂定)·개선도 필요로 하지 않는다는 것이며, 그대로가 이미 완전한 것, 완성된 가치있는 것으로 생각하고, 교육작용은 다만 이미 되어 있는, 가치있는 것을 끌어내는 것이라고 주장한다. 이러한 주장은 교육작용의 형성적·개선적 의미는 거의 없다고 할 수 있을 정도로 전락시키며, 환경이나 외부에 존재하는 객관적, 역사적인 문화나 이를 담당하고 지탱하는 사회나 역사의 의미와 역할도 역시 동시에 경시하거나 무시하게 된다. 이와 같은 내면성 편중 또는 어린이의 소질치중의 교육작용에 대한 설명은 교사의 역할, 교육작용의 의미, 객관적·사회적·역사적 문화의 중요성 등을 경시하고 또한 무시하기 때문에 개인주의적·고립주의적 교육관이라고 비판받기도 한다.
참된 교육작용의 본질은 안과 밖, 주관과 객관, 소질과 환경, 이러한 것의 상호 연결 내지는 보합(補合)에 의한 새로운 통일, 융합의 과정, 작용 안에 있다.